# Ларин, Сергей Викторович
Серге́й Ви́кторович Ла́рин (род. 30 октября 1982, Воскресенск, Московская область) — российский актёр театра и кино.

## Биография
Сергей Ларин родился 30 октября 1982 года в Воскресенске. С 1989—1997 годы учился в лицее № 6, в классе со спортивным уклоном, а затем — 1997—1999 годы — в средней общеобразовательной школе № 17 города Воскресенска. Во время обучения в школе занимался лёгкой атлетикой, карате и хоккеем.
После окончания средней школы поступает на факультет менеджмента и экономической политики в Московский государственный открытый университет Коломенский институт-филиал МГОУ в Коломне, отучившись в нём полтора года, переводится и продолжает обучение в филиале МГОУ в Воскресенске. Через три с половиной года, не видя себя в этой профессии, параллельно с обучением в университете, начинает посещать полугодовые актёрские курсы в продюсерском центре «Академия кино» в Москве. После окончания курсов и четырёх лет обучения в МГОУ, уходит из него и уезжает в Москву, где поступает в экспериментальную актёрскую мастерскую Заслуженного артиста Российской Федерации Андрея Панина
. Изначально мастерская набиралась на факультете искусств МГУ имени М. В. Ломоносова, но после первого семестра была переведена во Всероссийский государственный институт кинематографии имени С. А. Герасимова.
В 2004 году, ещё будучи студентом второго курса, снялся в небольшой роли в своём первом телесериале — «Полный вперёд!», который был режиссёрским дебютом на телевидении у его мастера Андрея Панина. В этом же году после съёмок в сериале «Полный вперёд!» принял участие в фильме «Сага древних булгар. Сага о любви дочери Чингисхана» режиссёра Булата Мансурова в роли Алтын-Бека. Затем во время выпуска из института снялся в фильмах «Внук космонавта» режиссёров Андрея Панина, Тамары Владимирцевой и «Королёв» режиссёра Юрия Кара в котором сыграл роль Юрия Победоносцева.
Среди дипломных работ Сергея главные роли в спектаклях — «Сганарель в стране Советов» сценическая редакция мастерской по пьесе Ж.-Б Мольера «Сганарель, или Мнимый рогоносец» (роль — Сганарель; режиссёр А. Н. Першин), «Елизавета Бам» по одноимённой пьесе Д. Хармса (роль — Елизавета Бам; режиссёр Е. Болдина), «Эротические перверсии в Чикаго» по пьесе Д.Мэмета «Sexual Perversity in Chicago» (роль — Бернард; режиссёр Е. Болдина).
В 2006 году окончил институт кинематографии и с 2007—2009 годы сотрудничал с Польским театром в Москве под руководством Е. Лавренчука и Международным театральным центром при театре Р. Виктюка, где играл роль Бенволио в спектакле «Romeo & Juliet» по пьесе У. Шекспира в постановке Е. Болдиной-Мазох. Премьерный спектакль состоялся: 24 декабря 2007 года на сцене театра Романа Виктюка. Далее показы спектакля шли на сцене Музея Владимира Высоцкого. С мая по июнь 2008 года состоялись гастроли спектакля в Польше в городе Щецин. Последний спектакль был сыгран: 2 июня 2009 года на сцене Московского академического театра имени Владимира Маяковского.
В 2007 году Сергей вновь получил приглашение от режиссёра Юрия Кара в его детективный фильм «Репортёры» на одну из ключевых ролей журналиста Кирилла Маркова. В том же году он принял участие в популярном телесериале «Солдаты 13», где сыграл менеджера Лёву.
В 2008 году с участием Ларина на экраны вышли 8 кинематографических и телевизионных работ, среди которых такие роли, как помощник прокурора Валентин Смирнов в криминальной драме «Когда не хватает любви» режиссёра Андрея Морозова, комсомолец Слава в музыкальном фильме «Стиляги» режиссёра Валерия Тодоровского, Виктор Семёнов в сериале «Райские яблочки» режиссёра Валерия Девятилова, финский диверсант, командир отряда Микка в телевизионном фильме «Десантный Батя» режиссёра Олега Штрома.
Позднее Сергей принимал участие в ряде таких телепроектов, как «Жестокий бизнес» (Родионов, водитель Николая Васильевича), «Танго с ангелом» (папарацци Антон), «Дикий» (санитар Вова), «След» (Матвей Кондрашин), «Отблески» (Костя Гусев).
В 2010 году Сергей Ларин сыграл одну из главных ролей в комедийном телесериале «Игрушки», в котором создал яркий образ нелепого, безнадёжно влюблённого Гены Ивашкина. Премьера сериала состоялась 5 апреля 2010 года на канале «СТС». Помимо этого он появился на экране в роли курсанта Кудри в военном фильме Никиты Михалкова «Утомлённые солнцем 2: Предстояние» премьера которого состоялась 17 апреля 2010 года в Государственном Кремлёвском дворце, а также в документальном фильме с игровыми реконструкциями «Тайны века. Две войны Ивана Кожедуба» в роли Ивана Кожедуба, премьера телефильма состоялась 10 мая 2010 года на «Первом канале» и была посвящена 90-летию Ивана Кожедуба.
В 2011 году после того, как на экраны вышли популярные телесериалы «Пятницкий» в котором актёр исполнил роль Сергея сводного брата участкового Фомина и «Утомлённые солнцем 2» (телеверсия, 13 серий), Сергей Ларин сыграл главную роль американского летчика, лейтенанта по имени Арнольд Киршбладт в фильме «Неистовый, яростный, бешеный…», который был снят по сценарию Рустама Ибрагимбекова режиссёром Михаилом Мамедовым.
В январе 2012 года Сергей Ларин принял участие в биографическом документальном фильме с игровыми реконструкциями о версиях гибели Сергея Есенина «Здравствуй ты, моя чёрная гибель…», где сыграл роль Сергея Есенина.
3 сентября 2012 года на телеэкранах состоялась премьера фильма приуроченного к 40-летию легендарной суперсерии игр СССР — Канада «Хоккейные игры» в котором Ларин исполнил одну из главных ролей Всеволода Боброва в молодости.
За период с 2013—2014 годы снялся в ряде телесериалов, среди которых «До смерти красива» роль Борис Юшков, «Лесник» роль телеоператор Николай Азаров и «Склифосовский» роль Слава Приходько, пациент с диагнозом Урбаха — Вите, полным отсутствием страха.
В 2015 году сотрудничал с компанией «Театральный марафон», где играл в спектакле «Изобретение Вальса» по пьесе Владимира Набокова пять ролей — Полковник — в составе с актёром Павлом Майковым, Первый чиновник, Генерал Бруг, Учитель спорта Горб, Старая блондинка-поэтесса, режиссёр Павел Майков. Премьерные спектакли были сыграны: 6 октября 2015 на сцене Театриума на Серпуховке - Театр Терезы Дуровой и 7 октября 2015 на сцене Российского академического молодёжного театра (РАМТ) вместе с артистами Григорием Сиятвинда, Павлом Майковым, Денисом Рожковым, Юлией Захаровой и Ильёй Оболонковым. Последний спектакль был сыгран 10 ноября 2015 года на сцене Театриума на Серпуховке - Театр Терезы Дуровой. Продюсер спектакля: Александр Гордиенко.
В апреле 2016 года ввёлся в спектакль «Привычка жениться» по пьесе Жан-Жака Брикера и Мориса Ласега «Большая зебра», роль — Жан-Луи Плиссон, страховой агент, который был сыгран в период гастролей на сцене Челябинского государственного академического театра драмы имени Наума Орлова вместе с артистами Ларисой Гузеевой (Сабина), Натальей Громушкиной (Сидони), Жаном Даниэлем (Морис), Юлией Куварзиной (Жизель) и Максимом Глотовым (Кристиан). Продюсер спектакля: Нина Литвинова, театральная компания «Актёр».
В этом же году снялся в популярном комедийном телесериале «Отель Элеон» и в продолжении исторического телесериала «Екатерина», под названием Екатерина. Взлёт, в котором сыграл Николая Ивановича Салтыкова, режиссёр Дмитрий Иосифов. Премьера второго 12-серийного сезона состоялась 27 февраля 2017 года на канале «Россия-1».
5 декабря 2016 года в Правительстве Москвы Сергей Ларин выступил в актёрских сценах-зарисовках о военном периоде в концерте, который был посвящен 75-й годовщине битвы под Москвой. Ведущим концерта был легендарный советский и российский теле- и радиоведущий, диктор Центрального телевидения Гостелерадио СССР, народный артист СССР Игорь Кириллов. Главными гостями стали ветераны Великой Отечественной войны.
С 2017—2018 годы сыграл бизнесмена, совладельца строительной компании Вадима Судьева в детективном телесериале «Свидетели» на канале НТВ, снялся в мистическом телесериале «Слепая» и в военной картине режиссёра Солбона Лыгденова «321-я Сибирская» фильм первый «Братья», фильм второй «Красные небеса», съёмки которой проходили летом 2018-го в городе Свирск, Иркутской области. Также в 2018 году принял участие в съёмках шоу «Главная роль» на Первом канале (сцены из легендарных советских фильмов), где в четвёртом выпуске программы исполнил роль Ивана Сергеевича из фильма «Гостья из будущего» в паре с Аскольдом Запашным, который сыграл робота Вертера, режиссёр Оксана Карас. Эфир четвёртого выпуска прошёл 24 февраля 2019, премьера телешоу состоялась с 3 февраля 2019 года. В каждом из выпусков программы были показаны сцены из советских фильмов, которые были посвящены темам: фильмы о любви, детективы, детское кино, где двенадцать участников программы — известные люди, профессионалы в своём деле (телеведущие, музыканты, спортсмены, певцы), но далёкие от кинематографа, вместе с профессиональными актёрами перевоплощались в героев советских фильмов.
2 августа 2021 года в Центральном доме кино состоялась премьера фильма «С неба и в бой» режиссёра Олега Штрома, где Сергею была отведена роль Микки, финского диверсанта, командира отряда, которая была сыграна в 2008 году в телефильме Олега Штрома «Десантный Батя» («Батя»), а к 2021 году на основе материала телефильма был сделан фильм «С неба и в бой». Фильм о командующем Воздушно-десантными войсками, генерале армии, Герое Советского Союза Василии Филипповиче Маргелове охватывает период от сороковых до семидесятых годов двадцатого века.
В сентябре 2021 года Сергей Ларин снялся в продолжении телесериала «Берёзовая роща» в котором сыграл одну из ключевых ролей криминалиста и судмедэксперта Дмитрия Евсеева, сериал был снят по сценарию Аркадия Высоцкого режиссёром Кирой Ангелиной. Премьера первых четырёх серий состоялась 5 декабря 2021 года на канале «ТВ Центр». Премьера продолжения сериала с участием Сергея, ещё четырёх серий, состоялась 7 мая 2022 года на канале «ТВ Центр».
30 сентября 2021 года Сергей Ларин принял участие в документальном фильме о своем учителе Андрее Панине «Андрей Панин. Бой с тенью», премьера которого состоялась накануне 60-летия Андрея Панина 26 мая 2022 года на канале «ТВ Центр».
В январе 2022 года Сергей снялся в документальном фильме с реконструкциями «Леонид Быков. Побег из ада», где сыграл Леонида Быкова. Фильм о жизни, творчестве и трагической гибели Леонида Быкова вышел в эфир 1 февраля 2022 года на канале «ТВ Центр».
В мае 2022 года снялся в продолжении телесериала «Кулагины» режиссёра Мурада Алиева, в котором сыграл роль Всеволода Корчного, премьера второго сезона состоялась 13 января 2025 года на российской государственной мультимедийной онлайн-платформе «Смотрим». 
10 октября 2022 года Сергей Ларин вместе с Продюсерским центром «Динамо» принял участие в форуме спортивного кино в Государственном музее спорта, где был представлен тизер документально-игрового фильма «Финт Боброва».
В декабре 2022 года Сергей Ларин снялся в документально-игровом фильме «Финт Боброва», где сыграл роль Владимира Боброва, старшего родного брата Всеволода Боброва. Фильм посвящён 100-летнему юбилею Всеволода Боброва в котором показаны все этапы жизни Всеволода Боброва с детских лет и до его ухода из жизни. Премьера фильма состоялась 27 сентября 2023 года в кинотеатре «Октябрь». С 28 сентября 2023 года фильм вышел в прокат в кинотеатрах Российской Федерации и Республики Беларусь. 25 октября 2023 года «Финт Боброва» стал фильмом открытия «Недели кино и спорта в Московской области» в рамках ХХI Международного фестиваля спортивного кино «Красногорский», а затем стал победителем фестиваля в номинации «Лучший герой». С 21 ноября фильм вышел в онлайн-кинотеатрах Start, Okko, Кинопоиск. 3 декабря 2023 года состоялся специальный показ фильма в рамках всероссийского фестиваля документальных фильмов «Знание.Кино» и международной выставки-форума «Россия» на ВДНХ в павильоне №57 «Россия - моя история». 24 декабря 2023 года состоялась премьера фильма на канале «Матч!». 20 апреля 2024 года состоялась премьера фильма на 46-м Московском международном кинофестивале ММКФ в  Центральном доме кино.
25 марта 2023 года сыграл в спектакле «Женитьба по сценарию» роль — Жан-Луи Плиссон, страховой агент, инсценировка Жана Даниэля по пьесе Жан-Жака Брикера и Мориса Ласега «Большая зебра». Спектакль был сыгран на гастролях в городе Рошаль вместе с артистами Анатолием Руденко (Кристиан), Оксаной Сташенко (Сабина), Марией Болтневой (Сидони), Ильей Оболонковым (Морис), Марианной Канивец (Жизель). Продюсер спектакля: Нина Литвинова, театральная компания «Актёр».
11 апреля 2023 года Сергей Ларин принял участие в гала-концерте «За спорт! За жизнь!», где поздравил исполнителей Дениса Гладкий и Диану Егорову за песню «Гимн спорта» и вручил им награду, а также вместе с президентом Продюсерского центра «Динамо» Михаилом Тюркиным, актёром Анатолием Журавлёвым, режиссёрами Светланой Алхазашвили и Ольгой Жуковой представил документально-игровой фильм о Всеволоде Боброве «Финт Боброва» и вручил награду группе «D-Band» Ольге Тюркиной и Веронике Аникиной за песню «Великий полёт», которая стала саундтреком к фильму. Гала-концерт прошёл на сцене театра Русская песня.
29 мая 2023 года Сергей Ларин был награждён юбилейной медалью в честь 100-летия Всероссийского физкультурно-спортивного общества «Динамо» за особый вклад в развитие Динамовского движения (участие в фильме «Финт Боброва», производство: Продюсерский центр «Динамо»). Награда была вручена председателем Всероссийского физкультурно-спортивного общества «Динамо» Анатолием Николаевичем Гулевским.
В июле и августе 2023 года в Твери снялся в телесериале «Овчарка» режиссёра Дмитрия Черкасова и продюсера Сергея Сельянова в котором сыграл роль химика-биолога Василия Савина. Премьера сериала о майоре управления собственной безопасности полиции Анастасии Нестеровой, которую за преданность делу и мёртвую хватку коллеги прозвали "Овчаркой" состоялась 17 октября 2024 года на онлайн-платформе «Смотрим», а 11 ноября 2024 года премьера сериала состоялась на канале «Россия-1», где в эфир выходили по две серии сериала с понедельника по четверг в 20:30 по московскому времени.   
2 сентября 2023 года на стадионе «Красный Октябрь» (Москва Тушино) Сергей Ларин принял участие в фестивале «Вековой футбол». На фестивале состоялось открытие памятной доски имени Льва Яшина, центральным событием стал футбольный турнир имени Льва Яшина. Фестиваль был посвящён 100-летию Общества «Динамо», 100-летию со дня образования Министерства спорта Российской Федерации и 100-летию московских футбольных клубов. Организаторами фестиваля были: Продюсерский центр «Динамо» и Всероссийское физкультурно-спортивное общество «Динамо».
С 15 декабря 2023 года по 8 января 2024 года Сергей Ларин принял участие в новогоднем фестивале проекте Правительства Москвы «Путешествие в Рождество» Московские сезоны, где играл в иммерсивном спектакле "Московское чаепитие" на Тверской площади. В проекте приняли участие более 50 артистов разных жанров в ролях и костюмах 18, 19, 20 веков, фестиваль посетили более пяти миллионов гостей.
В январе 2024 года Сергей Ларин ввёлся в спектакль «Притворство и любовь» по пьесе «Очаровательные рогоносцы» гастроли которого состоялись с 26 по 29 января в республике Республики Беларусь в городе Витебск на сцене Национального академического драматического театра имени Якуба Коласа 27 января и в городе Брест на сцене Брестского академического театра драмы имени Ленинского комсомола 28 января, где Сергей сыграл главную роль Майкла Джеймсона. Спектакли были сыграны с артистами Анатолием Гущиным (Гарри Черутти), 
Любовью Тихомировой (Луиза Черутти), Марией Болтневой (Джуди Джеймсон), Дмитрием Ратомским (Билли Бобс). Продюсер спектакля: Нина Литвинова, театральная компания «Актёр».
3 марта 2024 года Сергей снялся в клипе на песню «Я больше никогда...». Стихи и музыка Татьяны Дрыгиной. Исполняет Марина Щёткина. Премьера клипа состоялась на видеосервисе YouTube 22 апреля 2024 года.
7 апреля 2024 года на сцене конференц-зала Российской государственной библиотеки для молодёжи состоялся премьерный показ эскиза-читки спектакля «Кто убил Есенина» по пьесе Натальи Мозиловой, где Сергей Ларин сыграл роль Сергея Есенина. Пьеса и сценарий написаны на основе многочисленных воспоминаний и документов, связанных с поэтом. В пьесе впервые рассматривается жизнь поэта в обстоятельствах Высшего Суда, где свидетелями и участниками выступают друзья и близкие поэта. Благодаря «Книге жизни» зритель видит эпизоды из жизни, связанные с детством, началом творческого пути, самыми счастливыми и трагичными страницами биографии.
С 15 по 19 апреля 2024 года состоялись гастроли Московского театра «Мюзик-холл» со спектаклем «Раз и навсегда!» по мотивам пьесы Жан-Жака Брикера и Мориса Ласега «Большая зебра» в Иркутске на сцене Иркутского академического драматического театра имени Н. П. Охлопкова 16 апреля, в  Иркутской области в городах Тулун на сцене Дом культуры «Строитель» 17 апреля и Зима на сцене Дом культуры «Горизонт» 18 апреля, где Сергей сыграл роль Жан-Луи Плиссона, страхового агента вместе с артистами Оксаной Сташенко (Сабина), Анатолием Руденко (Кристиан), Эдуардом Флёровым (Морис), Марией Болтневой (Сидони), Любовью Тихомировой (Жизель).
20 апреля 2024 года состоялся показ фильма «Финт Боброва» на 46-м Московском международном кинофестивале ММКФ в  Центральном доме кино, где Сергей, как один из артистов фильма, принял участие в фестивале в качестве гостя.
В мае 2024 года Сергей Ларин ввёлся в спектакль «Если любит - простит!» по мотивам пьесы Сергея Белова «Здравствуйте, я ваша тёща!» Московского театра «Мюзик-холл», гастроли которого состоялись с 28 по 31 мая 2024 года в городе Владивостоке на сцене Приморской краевой филармонии 29 мая и в Приморском крае Ханкайском районе, селе Камень-Рыболов в Доме культуры 30 мая, где Сергей сыграл главную роль Геннаши / Галины Ивановны, актёра, который разыгрывает роль тёщи. Спектакли были сыграны вместе с артистами Ильёй Алексеевым (Женя), Юлией Захаровой (Нина), Эдуардом Флёровым (Отец), Оксаной Сташенко (Мать), Марией Болтневой (Алла).
11 июня 2024 года состоялась премьера музыкального спектакля «Лететь нельзя остаться» по пьесе Ольги Жуковой и Светланы Тюркиной на сцене театра  Русская песня, где Сергей Ларин сыграл роль Алексея, отца футболиста Стаса. Создатели и продюсеры спектакля Светлана Тюркина - руководитель Молодёжного творческого объединения «Динамичные» и Михаил Тюркин - президент продюсерского центра «Динамо», режиссёры спектакля Николай Завьялов, Светлана Тюркина, хореограф Олеся Комарова. Репетиционный период спектакля длился с февраля по июнь 2024 года. В спектакле приняли участие более 50 артистов, певцов и танцоров. Премьерный спектакль посетили более 1000 зрителей. Премьера видео версии спектакля состоялась 22 июля 2024 года на платформе VK видео, где в течение нескольких месяцев спектакль посмотрели более миллиона зрителей. 
В декабре 2024 года состоялась премьера спектакля «Щелкунчик Ленинграда» режиссёра и автора пьесы Евгения Гусева, где Сергей сыграл главную роль Кота Елисея. Пьеса написана по истокам сказки Дениса Нефедова «Ленинградский Щелкунчик», которая посвящена 80-летию снятия блокады Ленинграда. Премьерные спектакли состоялись на гастролях в республике Крым, где с 13-16 декабря были сыграны пять спектаклей в четырёх городах республики: Ялта на сцене Ялтинского театра имени А. П. Чехова 13.12.2024 в 13:00, Евпатория на сцене Евпаторийского театра имени А. Пушкина 14.12.2024 в 12:00, Симферополь на сцене Концертного зала Симферопольского музыкального училища им. П. И. Чайковского 15.12.2024 в 12:00 и 15:00, Керчь на сцене Керченского Дворца культуры «Корабел» 16.12.2024 в 17:00. Репетиционный период спектакля прошёл с ноября по декабрь 2024 года. Создатели спектакля: Московский театр «Рубиновая звезда» и Московский художественный театр комедии.
29 января 2025 года спектакль «Щелкунчик Ленинграда» был сыгран на гастролях в Санкт-Петербурге в 16:00 на сцене Театрально-концертного комплекса «Карнавал» на углу реки Фонтанки и Невского проспекта.

### Личная жизнь
Сергей Ларин — отец двоих сыновей: Александр (родился 16 ноября 2012 года), с 2018 года ученик школы 1329 города Москвы и детской музыкальной школы имени Эдварда Грига по классу гитары, с 2023 года занимается футболом. Андрей (родился 17 июня 2014 года), с 2020 года ученик школы 1329 города Москвы и детской музыкальной школы имени Эдварда Грига по классу фортепиано, лауреат 2 степени премии «Хрустальный камертон» 2024 год. С 2023 года занимается футболом.
Отец — Виктор Николаевич Ларин (род. 28.01.1960).
Мать — Галина Борисовна Ларина (род. 30.03.1961).
Сестра — Ольга Викторовна Ларина (род. 17.04.1990).

## Театральные работы

#### Самостоятельные и педагогические отрывки в мастерскойАндрея Панина
- 2003, октябрь — «Любовь» по рассказу Михаила Зощенко, самостоятельная работа — Вася Чесноков
- 17 ноября 2003 — «Блин-2» по пьесе Алексея Слаповского, самостоятельная работа — Блин
- 2 декабря 2003 — «Женитьба», монолог по пьесе Николая Гоголя, самостоятельная работа — Яичница
- 14 мая 2004 — «Алиса в Стране чудес» по сказке Льюиса Кэрролла, самостоятельная работа — Чеширский Кот
- 29 июня 2004 — «Ноль-ноль целых» по рассказу Василия Шукшина, работа режиссёрской мастерской Александра Прошкина и Валерия Фокина совместно с актёрской мастерской Андрея Панина, Режиссёр: Дмитрий Блохин — Колька
- 16 октября 2004 — «Как жук Кокуйо открыл для себя Америку» по рассказу Феликса Кривина, самостоятельная работа — Ягуар
- 9 ноября 2004 — «Гроза» по пьесе Александра Островского, самостоятельная работа — Борис Григорьевич
- 9 ноября 2004 — «Бесприданница» по пьесе Александра Островского, самостоятельная работа — Юлий Капитоныч Карандышев
- 2 декабря 2004 — «Королева мутантиков» по повести Дмитрия Емец, самостоятельная работа — Крысиный хвост
- 22 декабря 2004 — «Последний день безумств Алисы» современные фантазии по мотивам сказки Льюиса Кэрролла «Алиса в Стране чудес», самостоятельная работа, Режиссёр: Сергей Ларин — Чеширский Кот
- 25 января 2005 — «Как поп работницу нанимал» по сказке Степана Писахова, педагогическая работа по сценической речи, Режиссёр: Ирина Сиротинская — Поп
- 5 марта 2005 — «Счастье моё» по пьесе Александра Червинского, педагогическая работа, Режиссёры: Вера Харыбина, Андрей Панин — Семён
- 9 апреля 2005 — «Ещё раз о голом короле», Леонид Филатов не такая уж сказка на темы Ганса Христиана Андерсена и Евгения Шварца, самостоятельная работа — Король-Отец
- 20 мая 2005 — «Дядя Ваня» по пьесе Антона Чехова, самостоятельная работа, Режиссёр: Сергей Ларин — Астров Михаил Львович, врач
- 2015, май — «Непрошеная» по пьесе Мориса Метерлинка, работа режиссёрской мастерской Юрия Кара и Бориса Григорьева совместно с актёрской мастерской Андрея Панина, Режиссёр: Григорий Калинин — Дед, слепой
- 24 июня 2005 — «Очень простая история» по пьесе Марии Ладо, педагогическая работа, заявка на спектакль, Режиссёр: Ростислав Бершауэр — Петух
- 30 ноября 2005 — «Идиот» по роману Фёдора Достоевского, самостоятельная работа — Мышкин, князь
- 24 декабря 2005 — «Жестокие игры» по пьесе Алексея Арбузова, работа режиссёрской мастерской Юрия Кара и Бориса Григорьева совместно с актёрской мастерской Андрея Панина, Режиссёр: Дмитрий Морозов — Кай Леонидов
- 24 декабря 2005 — «Бред, как механизм защиты от…» по рассказам Даниила Хармса, педагогическая работа, Режиссёр: Елена Болдина — Разные персонажи
- 18 февраля 2006 — «Сганарель в Стране Советов» патриотическая быль по пьесе Жан-Батиста Мольера Сганарель, или Мнимый рогоносец, педагогическая работа, заявка на спектакль, Режиссёр: Андрей Першин — Сганарель
- 18 февраля 2006 — «Фантазмы доктора Чехова» сочинение по мотивам водевиля Антона Чехова «Предложение», педагогическая работа, заявка на спектакль, Режиссёр: Денис Манохин — Чубуков, помещик
- 7 марта 2006 — «Трактирщица» по пьесе Карло Гольдони, педагогическая работа по сценическому бою, Режиссёр: Елена Сафронова — Маркиз
- 7 марта 2006 — «Вестсайдская история / West Side Story» по мюзиклу сценариста Артура Лорентса, педагогическая работа по сценическому бою, Режиссёр: Елена Сафронова — Риф
- 11 марта 2006 — «Бесы», монолог по роману Фёдора Достоевского, педагогическая работа, Режиссёр: Елена Болдина — Алексей Нилович Кириллов
- 29 мая 2006 — «Старый друг лучше новых двух» по пьесе Александра Островского, педагогическая работа, Режиссёр: Андрей Першин — Гаврила Прохорыч Васютин

#### Дипломные и курсовые спектакли в мастерскойАндрея Панина
- 2005 — «Очень простая история» М. Ладо. Режиссёр: Ростислав Бершауэр — Петух / курсовой спектакль мастерской Андрея Панина совместно с театром-студией «Гротеск» (Репетиционный период: август-октябрь 2005 года. Премьера состоялась 29 октября 2005 года на сцене театра-студии «Гротеск», культурный центр «Северный»)
- 2006 — «Сганарель в стране Советов» по пьесе Ж.-Б Мольера «Сганарель, или Мнимый рогоносец». Режиссёр: Андрей Першин — Сганарель, главная роль / дипломный спектакль (Репетиционный период: февраль-март 2006 года. Премьера состоялась 3 апреля 2006 года. Последний спектакль был сыгран 27 июня 2006 года)
- 2006 — «Фантазмы доктора Чехова», сочинение по мотивам водевиля «Предложение» А. П. Чехова. Режиссёры: Денис Манохин, Андрей Першин — Чубуков, помещик / курсовой спектакль (Репетиционный период: февраль-март 2006 года. Премьера состоялась 12 апреля 2006 года)
- 2006 — «Елизавета Бам» Д. Хармс. Режиссёр: Елена Болдина — Елизавета Бам, главная роль / дипломный спектакль (Репетиционный период: январь-март 2006 года. Премьера состоялась 15 апреля 2006 года. Последний спектакль был сыгран 26 июня 2006 года)
- 2006 — «Эротические перверсии в Чикаго» Д. Мэмет. Режиссёр: Елена Болдина — Бернард Литко, главная роль / дипломный спектакль (Репетиционный период: июнь 2006 года. Премьера состоялась в июне 2006 года. Последний спектакль был сыгран 28 июня 2006 года)

#### Польский театр в МосквеЕ. Лавренчукаи Международный театральный центр притеатре Р. Виктюка
- 2007-2009 — «Romeo & Juliet» У. Шекспир. Режиссёр: Елена Болдина — Бенволио (Репетиционный период: февраль - декабрь 2007 года. Премьера состоялась 24 декабря 2007 года на сцене театра Романа Виктюка. Далее показы спектакля шли на сцене Музея Владимира Высоцкого. С мая по июнь 2008 года состоялись гастроли спектакля в Польше в городе Щецин. Последний спектакль был сыгран 2 июня 2009 года на сцене Московского академического театра имени Владимира Маяковского)

#### Центр драматургии и режиссуры
- 2014 — «Дом на границе» С. Мрожек. Режиссёр: Владимир Куликов — Я, главная роль (Репетиционный период: август - октябрь 2014 года на сцене Центра драматургии и режиссуры. Репетиции и прогоны спектакля, премьера не состоялась)

#### Автономная некоммерческая организация «Театральный марафон»
- 2015 — «Изобретение Вальса» В. Набоков. Режиссёр: Павел Майков — Полковник, Первый чиновник, Генерал Бруг, Учитель спорта Горб, Старая блондинка-поэтесса (Репетиционный период: июнь-октябрь 2015 года. Премьера состоялась 6 октября 2015 года на сцене Театриума на Серпуховке - Театр Терезы Дуровой и 7 октября 2015 года на сцене Российского академического молодёжного театра. Ввод на роль Полковника октябрь-ноябрь 2015 год. Последний спектакль был сыгран 10 ноября 2015 года на сцене Театриума на Серпуховке - Театр Терезы Дуровой. Продюсер спектакля: Александр Гордиенко)

#### Театральное агентство «Актёр»
- 2016 — «Привычка жениться» по пьесе Жан-Жака Брикера и Мориса Ласега «Большая зебра». Режиссёр: Жан Хангулов — Жан-Луи Плиссон, страховой агент (ввод в спектакль к 18 апреля 2016 года для гастролей в Челябинске на сцене Челябинского государственного академического театра драмы имени Наума Орлова. Продюсер спектакля: Нина Литвинова)
- 2023 — «Женитьба по сценарию» по пьесе Жан-Жака Брикера и Мориса Ласега «Большая зебра». Режиссёры: Наталья Громушкина, Илья Оболонков — Жан-Луи Плиссон, страховой агент (новая редакция спектакля, гастроли в городе Рошаль 25 марта 2023 года. Продюсер спектакля: Нина Литвинова)
- 2024 — «Притворство и любовь» по пьесе «Очаровательные рогоносцы». Режиссёр: Сергей Куница — Майкл Джеймсон, главная роль (ввод в спектакль в январе 2024 для гастролей с 26 по 29 января 2024 года в республике Республики Беларусь в городе Витебск на сцене Национального академического драматического театра имени Якуба Коласа 27 января и в городе Брест на сцене Брестского академического театра драмы имени Ленинского комсомола 28 января. Продюсер спектакля: Нина Литвинова)

#### Концертный залПравительства Москвы
- 2016 — «Концерт к 75-й годовщине Битвы под Москвой». Режиссёр: Сергей Кузьмин — Красноармеец, Солдат, Водитель в актёрских сценах-зарисовках о военном периоде (Репетиционный период: ноябрь-декабрь 2016 года. Премьера состоялась 5 декабря 2016 года на сцене Концертного зала Правительства Москвы)

#### Московский фестиваль «Путешествие в Рождество»Московские сезоны, проектПравительства Москвы
- 2023-2024 — «Московское чаепитие», иммерсивный спектакль. Режиссёр: Леонид Волков-Картушевич — Гаврош, Паж (Репетиционный период: декабрь 2023 год, период проведения фестиваля и спектаклей с 15 декабря 2023 - 8 января 2024 Тверская площадь)

#### Российская государственная библиотека для молодёжи
- 2024 — «Кто убил Есенина» по пьесе Натальи Мозиловой — Сергей Есенин, главная роль (формат эскиза-читки спектакля, репетиционный период: март 2024, премьера эскиза спектакля состоялась 7 апреля 2024 года на сцене конференц-зала Российской государственной библиотеки для молодёжи)

#### Московский театр «Мюзик-Холл»
- 2024 — «Раз и навсегда!» Жан Даниэль по мотивам пьесы Жан-Жака Брикера и Мориса Ласега «Большая зебра». Режиссёры: Наталья Громушкина, Илья Оболонков - Жан-Луи Плиссон, страховой агент (гастроли в городе Иркутск на сцене Иркутского академического драматического театра имени Н. П. Охлопкова 16 апреля 2024, в  Иркутской области городе Тулун на сцене Дом культуры «Строитель» 17 апреля 2024 и Зима на сцене Дом культуры «Горизонт» 18 апреля 2024. Продюсер спектакля: Андрей Миронов)
- 2024 — «Если любит - простит!» Ольга Лесняк по мотивам пьесы Сергея Белова «Здравствуйте, я ваша тёща!». Режиссёр: Илья Оболонков — Геннаша / Галина Ивановна, актёр разыгрывающий тёщу, главная роль (ввод в спектакль мае 2024 для гастролей с 28 по 31 мая 2024 года в городе Владивостоке на сцене Приморской краевой филармонии 29 мая и в Приморском крае Ханкайском районе, селе Камень-Рыболов в Доме культуры 30 мая. Продюсер спектакля: Андрей Миронов)

#### Молодёжное творческое объединение «Динамичные» и Продюсерский центр «Динамо»
- 2024 — «Лететь нельзя остаться» Светлана Тюркина, Ольга Жукова, музыкальный спектакль. Режиссёры: Николай Завьялов, Светлана Тюркина — Алексей, отец футболиста Стаса (Репетиционный период: февраль-июнь 2024 года. Премьера состоялась 11 июня 2024 года на сцене театра Русская песня. Премьера видео версии спектакля состоялась 22 июля 2024 года на платформе VK видео. Продюсеры спектакля: Светлана Тюркина, Михаил Тюркин)

#### Московский театр «Рубиновая звезда» и Московский художественный театр комедии
- 2024 — «Щелкунчик Ленинграда» Евгений Гусев. Режиссёр: Евгений Гусев — Кот Елисей, главная роль (Репетиционный период: ноябрь-декабрь 2024 года. Премьерные спектакли состоялись на гастролях в республике Крым, где с 13-16 декабря были сыграны пять спектаклей в четырёх городах республики: Ялта на сцене Ялтинского театра имени А. П. Чехова 13.12.2024 в 13:00, Евпатория на сцене Евпаторийского театра имени А. Пушкина 14.12.2024 в 12:00, Симферополь на сцене Концертного зала Симферопольского музыкального училища им. П. И. Чайковского 15.12.2024 в 12:00 и 15:00, Керчь на сцене Керченского Дворца культуры «Корабел» 16.12.2024 в 17:00. Продюсеры спектакля: Александр Сериденко, Евгений Гусев)

## Фильмография

#### Роли в кино
1. 2004 — Полный вперед! — молодой человек в ресторане, 9 серия
2. 2005 — Сага древних булгар. Сага о любви дочери Чингисхана — Алтын-Бек
3. 2006 — Внук космонавта — парень с мобильным
4. 2007 — Королёв — Юрий Победоносцев
5. 2007 — Кто в доме хозяин? — зазывала в парке аттракционов, серия «Любимый друг», 2007 год
6. 2007 — Репортёры — Кирилл Марков, журналист, старший сын Вадима Маркова
7. 2007 — Солдаты 13 — Лёва, менеджер, 19, 20 серии
8. 2007-2008 — Кулагин и Партнеры — Максим Бутенко, тренер в фитнес клубе, серия «Аспирин», 2007 г. / Иван Качаев, старший брат, серия «Брат за брата», 2008 г.
9. 2008 — Когда не хватает любви — Валентин Смирнов, помощник прокурора
10. 2008 — Райские яблочки — Виктор Семёнов
11. 2008 — Стиляги — комсомолец Слава
12. 2008 — Час Волкова 2 — Лёва, серия «Мир есть любовь»
13. 2008 — Десантный Батя — Микка, финский диверсант, командир отряда
14. 2008 — Жестокий бизнес — Родионов, водитель Николая Васильевича
15. 2008 — Я вернусь — Градов, бригадир, 12 серия
16. 2008-2012 — Обручальное кольцо — Коля из города Луза, бывший одноклассник и друг Насти Лапиной, с 50-60 серии
17. 2009-2018 — След — Матвей Кондрашин, серия «Нож за пазухой», 2009 г. / Вячеслав Ивлин, серия «Роковая охота», 2017 г. / Леонид Волков, продюсер, серия «Нет новостей о Кристине», 2018 г. / Илья Косицын, директор фермерских хозяйств, серия «Длинный новогодний рубль» 2018 г.
18. 2009 — Невеста любой ценой — друг Карины
19. 2009 — Дикий — Вова, санитар, напарник Байрака и Телеша, серия «Око за око»
20. 2009 — Танго с ангелом — Антон, папарацци
21. 2009 — Отблески — Костя Гусев, серия «Жребий на убийство»
22. 2009 — 4 дня + 1 (не был завершён) — Сергей Кириенко
23. 2009 — Счастливы вместе — журналист, серия «Курортный обман», 4 сезон, 2009 год
24. 2010 — Мент в законе 2 — стритрейсер Соловьёв, фильм 2 «Не жди меня, мама, хорошего сына»
25. 2010 — Игрушки — Геннадий Ивашкин, руководитель конструкторского отдела компании «Мир весёлых детей», главная роль
26. 2010 — Утомлённые солнцем 2: Предстояние — курсант Кудря
27. 2010 — Тайны века. Две войны Ивана Кожедуба — Иван Кожедуб, главная роль
28. 2010 — Три минуты мгновения… / 3 minutes of an instant… (короткометражный) — Он, главная роль
29. 2011 — Окно (короткометражный) — парень в компании
30. 2011 — Москва. Три вокзала — Вася, таксист, серия «Таможня дает добро», 3 сезон, 2011 год
31. 2011 — Пятницкий — Сергей, сводный брат участкового Фомина, серия «Участь Фомина»
32. 2011 — Утомлённые солнцем 2 (телеверсия, 13 серий) — курсант Кудря, 3, 4 серии
33. 2011 — Неистовый, яростный, бешеный… — Арнольд Киршбладт, американский лётчик, лейтенант, главная роль
34. 2011 — Здравствуй ты, моя чёрная гибель… — Сергей Есенин, главная роль
35. 2012 — Хоккейные игры — Всеволод Бобров в молодости, главная роль
36. 2013 — До смерти красива — Борис Юшков
37. 2013 — Проверка на любовь — Дмитрий, юрист, коллега Петра в юридической компании
38. 2013 — Человеческий фактор — Леонид, однокурсник Ани
39. 2014 — Турецкий транзит — Павел Звонарёв в молодости
40. 2014 — Сватьи — менеджер по кадрам в компании по производству боевой робототехники
41. 2014 — Лесник — Николай Азаров, телеоператор, фильм «Камень», 3 сезон
42. 2014-2015 — Склифосовский — Слава Приходько, пациент с диагнозом болезни Урбаха — Вите, полным отсутствием страха, 4 сезон
43. 2015 — Переезд — Коля, бармен
44. 2015 — Свадебная открытка (короткометражный) — Данила
45. 2016 — Отель Элеон — гость бутик-отеля Eleon, помощник бандитов, серия «Тогда переходим к плану "Б"», 1 сезон
46. 2016 — Екатерина. Взлёт — Николай Салтыков
47. 2017 — Свидетели — Вадим Судьев, бизнесмен, совладелец строительной компании, серия «Мажоры», 2 сезон
48. 2018 — Слепая — Владимир, успешный бизнесмен, вернувшийся из Германии в Россию, главная роль в серии «Лишний вес»
49. 2018 — 321-я Сибирская фильм первый «Братья» — немецкий солдат, фильм второй «Красные небеса» — Адалхард, лейтенант, немец
50. 2021 — С неба и в бой — Микка, финский диверсант, командир отряда
51. 2022 — Берёзовая роща — Дмитрий Евсеев, криминалист, судмедэксперт, 2 сезон
52. 2022 — Леонид Быков. Побег из ада — Леонид Быков
53. 2022 — Кулагины — Всеволод Корчной, помощник профессора Шелеста в Академии наук, фильм «Смерть на похоронах», 2 сезон
54. 2023 — Финт Боброва — Владимир Бобров, старший родной брат Всеволода Боброва
55. 2024 — Овчарка — Василий Савин, химик-биолог, 6 серия
56. 2024 — Лететь нельзя остаться (фильм-спектакль) — Алексей, отец футболиста Стаса
57. 2024 — Смерш. 1944 — американский посол на приёме у Сталина, фильм 2 «Секретный истребитель»
58. 2025 — Лодка — Майор следственной канцелярии тайных дел Русского царства и слуга его величества царя Петра Алексеевича, главная роль

#### Участие в телевизионных проектах
- 2019 — «Главная роль» шоу Первого канала, где в четвёртом выпуске проекта Сергей исполнил роль Ивана Сергеевича из фильма «Гостья из будущего» (в фильме играл Борис Щербаков) в паре с Аскольдом Запашным, который сыграл робота Вертера (в фильме играл Евгений Герасимов). Режиссёр выпуска: Оксана Карас. В каждом из выпусков программы были показаны сцены из легендарных советских фильмов, которые были посвящены темам: фильмы о любви, детективы, детское кино, где двенадцать участников программы — известные люди, профессионалы в своём деле (телеведущие, музыканты, спортсмены, певцы), но далёкие от кинематографа, вместе с профессиональными актёрами перевоплощались в героев советских фильмов. Премьера телешоу состоялась 3 февраля 2019 года, эфир четвёртого выпуска прошёл 24 февраля 2019 на Первом канале.

#### Участие в документальных фильмах и передачах
- 2006 — Фильм о фильме «Королёв»
- 2010 — Фильм о фильме о съёмках сериала «Игрушки. За кадром»
- 2010 — Фильм о фильме «Утомлённые солнцем: Предстояние». Фрагменты фильма о фильме «Утомлённые солнцем: Предстояние»
- 7 марта 2013 — Сюжет «Life News» «Сергей Ларин о своем учителе Андрее Панине»
- 20 августа 2014 — Авторская программа Сергея Дворянова «Диалог цивилизаций» «Фрагменты передачи с Сергеем Лариным»
- 4 декабря 2015 — Передача канала «БАЛАНС-ТВ» «Сергей Ларин: "Снимаю образ, как одежду"»
- 15 февраля 2016 — Передача «Добрые новости» «Актёр Сергей Ларин и философ Вячеслав Рузов о смехе»
- 22 августа 2020 — Прямая трансляция «KONIK FILM FESTIVAL 2020» «Сергей Ларин об участии в фильме «321-я Сибирская»»
- 26 мая 2022 — Документальный фильм телеканала «ТВ Центр» режиссёр Елена Лапенкова «Андрей Панин. Бой с тенью»
- 28 марта 2024 — Программа группы «D-Band» «КварДИрник live» о репетициях музыкального спектакля «Лететь нельзя остаться» «КварДИрник live» на 4 минуте 49 секунде Сергей Ларин рассказывает о репетициях в музыкальном спектакле «Лететь нельзя остаться»

#### Участие в роликах, клипах и концертах
- 2007 — Рекламный ролик «Даниссимо»
- 2010 — Рекламный ролик и фотосессия «Белый ветер. Цифровой», режиссёр Олег Компасов
- 2011 — Рекламный ролик и фотосессия «Makroflex premium, компания Henkel», режиссёр Олег Меджитов
- 2012 — Корпоративный ролик «Российский вертолетостроительный холдинг: Вертолеты России»
- 2012 — Рекламный ролик «Media Markt Russia: Куды дальше идтить?»
- 2013 — Пилотный ролик утреннего информационно-развлекательного блока телепередач для телеканала ВКТ «Доброе утро, взрослые!»
- 2014 — Рекламный ролик «Промсвязьбанк. Случай в банке», режиссёр Максим Слюсарев
- 2016 — Серия роликов и фотосессия «Арена Пилотаж: технический развлекательный комплекс»
- 2016 — Корпоративный ролик «Билайн. Программатик», режиссёр Юрий Касинский
- 2017 — Рекламный ролик «Старооскольский кирпич», режиссёр Андрей Федотов
- 2018 — Музыкальный клип на песню Стаса Гемеса «Отпускай», режиссёр Алексей Сурков
- 2021 — Музыкальный клип на стихи Бориса Рыжего «Никогда не умереть», музыка группы «Молчат Дома», стихотворение Бориса Рыжего «Эмалированное судно», режиссёр Таня Титова
- 2023 — Гала-концерт «За спорт! За жизнь!», премьера состоялась на сцене театра Русская песня 11 апреля 2023, премьера видео версии концерта состоялась 31 мая 2023 года в 20:00 в VK видео и на YouTube, премьера по тв состоялась 4 июня 2023 года в 16:35 на канале «Старт»
- 2024 — Музыкальный клип на стихи и музыку Татьяны Дрыгиной «Я больше никогда...», исполняет Марина Щёткина, премьера клипа состоялась на видеосервисе YouTube 22 апреля 2024 года

## Награды
- 29 мая 2023 — юбилейная медаль «100 лет Обществу «Динамо» за особый вклад в развитие Динамовского движения (участие в фильме «Финт Боброва» в роли Владимира Боброва. Производство: Продюсерский центр «Динамо»).

## Интересные факты
1. Среди ролей Сергея Ларина есть пять исторических персонажей:
- Сергей Есенин в эскизе спектакля «Кто убил Есенина» по пьесе Натальи Мозиловой, 2014 г. (спектакль был сделан в формате эскиза-читки, премьера состоялась 7 апреля 2024 года на сцене конференц-зала Российской государственной библиотеки для молодёжи)
- Николай Салтыков, генерал-поручик, родственник Дарьи Салтыковой «Салтычихи» в телесериале «Екатерина. Взлёт» реж. Дмитрий Иосифов, 2016 г.
- Всеволод Бобров в молодости в телефильме «Хоккейные игры» реж. Ксения Кондрашина, 2012 г. (приурочен к 40-летию легендарной суперсерии игр СССР — Канада 1972 года).
- Сергей Есенин в документальном фильме с игровыми реконструкциями «Здравствуй ты, моя чёрная гибель…» реж. Владислава Волкова, 2011 г. (в фильме рассматриваются версии гибели Сергея Есенина)[19].
- Иван Кожедуб в документальном фильме с игровыми реконструкциями «Тайны века. Две войны Ивана Кожедуба» реж. Ирина Морозова, 2010 г. (посвящён 90-летию Ивана Кожедуба).
- Юрий Победоносцев в фильме «Королёв» реж. Юрий Кара, 2007 г. (посвящён 100-летию Сергея Королёва).

2. В 2007 году в телефильме «Репортёры» исполнил роль Кирилла Маркова, старшего сына Вадима Маркова, которого сыграл Борис Щербаков, в 2014 году в сериале «Турецкий транзит» в шестой серии появился в эпизодической роли Павла Звонарева в молодости, которого в зрелом возрасте сыграл Борис Щербаков, в 2019 году в шоу «Главная роль» на Первом канале исполнил роль Ивана Сергеевича из фильма «Гостья из будущего», которого в самом фильме 1985 года играл Борис Щербаков.
3. В 2012 году исполнил роль Всеволода Боброва в молодости в телефильме «Хоккейные игры», который был приурочен к 40-летию легендарной суперсерии игр СССР — Канада 1972 года, а спустя 10 лет в 2022 году исполнил роль Владимира Боброва, старшего родного брата Всеволода Боброва в документально-игровом фильме «Финт Боброва», который посвящён 100-летнему юбилею Всеволода Боброва.

### Видео / интервью
- Сергей Ларин на 4 минуте 49 секунде рассказывает о репетициях в музыкальном спектакле «Лететь нельзя остаться» в программе «КварДИрник live», 28.03.2024
- Сергей Ларин об участии в фильме «321-я Сибирская». В рамках кинофестиваля KONIK FILM FESTIVAL 2020, 22.08.2020
- Сергей Ларин: «Всему своё время, главное идти вперёд, развиваться и быть каждый день готовым к любым ролям» Интервью от 07.10.2018
- Актёр Сергей Ларин и философ Вячеслав Рузов: О смехе, 15.02.2016
- Сергей Ларин в студии БАЛАНС-ТВ: «Снимаю образ, как одежду», 04.12.2015
- Сергей Ларин в авторской программе Сергея Дворянова «Диалог цивилизаций», 20.08.2014
- Сергей Ларин о своём учителе Андрее Панине, март 2013
- Сергей Ларин в актёрской мастерской Андрея Панина 2005—2006 годы
- Мастерская Андрея Панина: информация, видео о мастерской на портале YouTube
- Мастерская Андрея Панина: видео мастерской в социальной сети «ВКонтакте»
- Мастерская Андрея Панина: фотографии мастерской в социальной сети «ВКонтакте»
- Сергей Ларин: «В один прекрасный момент может возникнуть Тарантино, а ты можешь быть просто к нему не готов» Архив интервью из кинопортала FILMstreet.ru, 10.02.2013
- СЕРГІЙ ЛАРІН: «В ОДИН ПРЕКРАСНИЙ МОМЕНТ МОЖЕ З’ЯВИТИСЯ ТАРАНТІНО, А ТИ МОЖЕШ БУТИ ПРОСТО ДО НЬОГО НЕ ГОТОВИЙ» Интервью на кинопортале Films.com.ua (ранее назывался FILMstreet.ru), 10.02.2013
- Все интервью и статьи с Сергеем Лариным в официальном сообществе актёра в социальной сети «ВКонтакте»
- Интервью и статьи с Сергеем Лариным в фотографическом формате
- Видеоальбомы: все фильмы, сериалы, спектакли, стихи, интервью с участием Сергея Ларина в официальном сообществе актёра в социальной сети «ВКонтакте»
- Видеоальбомы: все фильмы, сериалы, спектакли, стихи, интервью с участием Сергея Ларина на официальном видеоканале актёра на портале YouTube

### В социальных сетях
- Видеоканал Сергея Ларина на YouTube
- Официальный канал Сергея Ларина на Vimeo
- Официальное сообщество Сергея Ларина со всеми ролями, фото-, видео- и аудиоматериалами в социальной сети «ВКонтакте»
- Официальное сообщество Сергея Ларина с фото- и видеоматериалами в социальной сети Facebook
- (англ.) Статистика Instagram Сергея Ларина на picnob.com